# Ярыпинская
Ярыпинская — упразднённая деревня в Верховажском районе Вологодской области России.

## География
Урочище находится в северной части области, в подзоне средней тайги, в пределах южной части Важско-Кулойской низины, на правом берегу реки Сивчуги, на расстоянии примерно 13 километров (по прямой) к востоко-юго-востоку от села Верховажье, административного центра района.

### Климат
Климат характеризуется как умеренно континентальный. Среднегодовая температура воздуха — +1,8 °C. Абсолютный минимум температуры воздуха составляет −46 °C; абсолютный максимум — +37 °C. Безморозный период длится 110—115 дней. Среднегодовое количество атмосферных осадков составляет 637 мм. В течение года преобладают ветра юго-западного направления.

## История
Топоним, по мнению краеведа Т. В. Ажгибкова, происходит от имени основателя деревни — «мужичка Ярыпы». Народное название деревни Ужначиха возникло, возможно, оттого, что на месте деревни когда-то обитали ужи. Деревня упоминается в переписи Сидоровой слободы 1665 года. Эта слобода состояла из десяти соседних деревень. 
В «Списке населенных мест Вологодской губернии по сведениям 1859 года» населённый пункт упомянут как удельная деревня Ярыпинская Вельского уезда, расположенная в 83 верстах от уездного города. В деревне имелось 2 двора и проживало 7 человек (5 мужчин и 2 женщины). В 1881 году входила в состав Кулойско-Покровской волости.
По данным 1914 года, в деревне имелось 4 хозяйства и проживало 34 человека (17 мужчин и 17 женщин).
В 1940 году входила в состав Сидоро-Слободского сельсовета Верховажского района. По состоянию на 1 января 1973 года в составе Верховажского сельсовета.